# Georg Przyrembel
Georg Przyrembel (ur. 1885 w Jeleniej Górze, zm. 1956 w Vancouver) – brazylijski architekt.

## Życiorys
Urodził się w rodzinie osiadłych na Dolnym Śląsku polskich Żydów, przez całe swoje życie akcentował fakt bycia Polakiem. Studiował architekturę w Niemczech, w 1912 lub 1913 wyemigrował do Brazylii, gdzie osiadł w São Paulo. Początkowo badał odniesienia architektury baroku na styl kolonialny. Stał się propagatorem stylu neokolonialnego, uczestniczył w pracach projektowych przy budowie klasztoru São Bento w São Paulo. W tym czasie zaprojektował kościół São Francisco de Paula w Kurytybie. W 1916 wyjechał do Ouro Preto, gdzie poznawał architekturę kolonialną w Brazylii, podróży tej towarzyszył malarz Jose Wasth Rodriguez. Po powrocie do São Paulo zaprojektował rezydencję Odon Cardoso w Praia Grande, w której bryłę wkomponował rzeźby Hildegardo Leão Velloso. W 1920 wybudowano zaprojektowany przez Georga Przyrembela kościół Niepokalanego Serca Maryi w Santos. Dwa lata później brał udział w Tygodniu Sztuki Współczesnej, który odbywał się w São Paulo. Przedstawił tam zaprojektowaną przez siebie konstrukcję letniej rezydencji „Taperinha”, która powstała w Praia Grande. Część dokumentacji technicznej stanowiły rysunki projektanta i architekta Antonio Garcii Moya. Również w 1922 powstał zaprojektowany przez Przyrembela dworzec kolejowy w São Paulo na nieczynnej obecnie linii kolejowej z Santos do Jundiaí. W 1928 zaprojektował odbudowę zniszczonego zespołu klasztornego Basílica de Nossa Senhora do Carmo w dzielnicy Liberdade, a sześć lat później i Bazylikę Matki Bożej z Góry Karmel w São Paulo. W 1936 wykonał projekt kościoła Monte Serrat w Santos. Ostatnim projektem był zespół pałacowy Boa Vista w Campos do Jordão będący rezydencją gubernatorów stanu São Paulo, którego budowę ukończono w 1938.
Był autorem projektów licznych budowli wznoszonych w latach 20. i 30. XX wieku. Wiodącym stylem tych obiektów był neoklasycyzm, ówcześni krytycy twierdzili, że są one mało nowoczesne, a wręcz staroświeckie.